# Паля

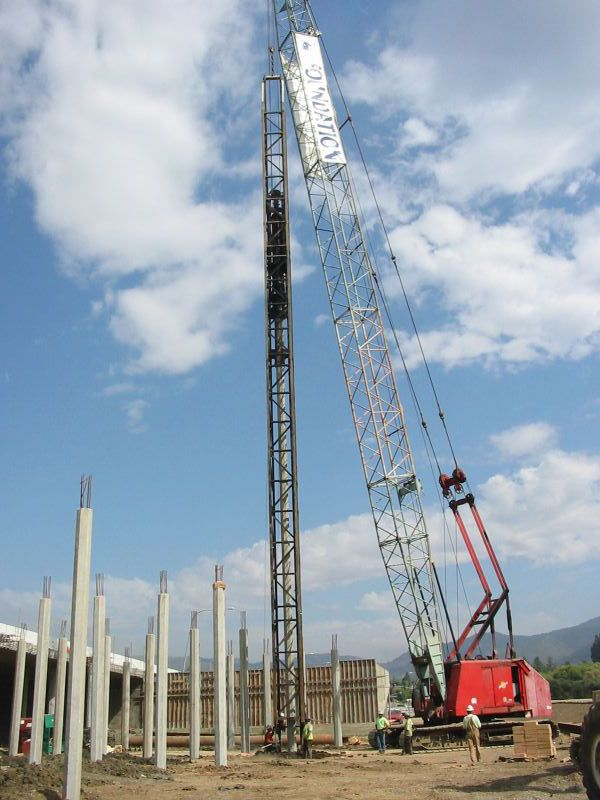
Закладання глибокого фундаменту під міст у м. Напа, Каліфорнія, США

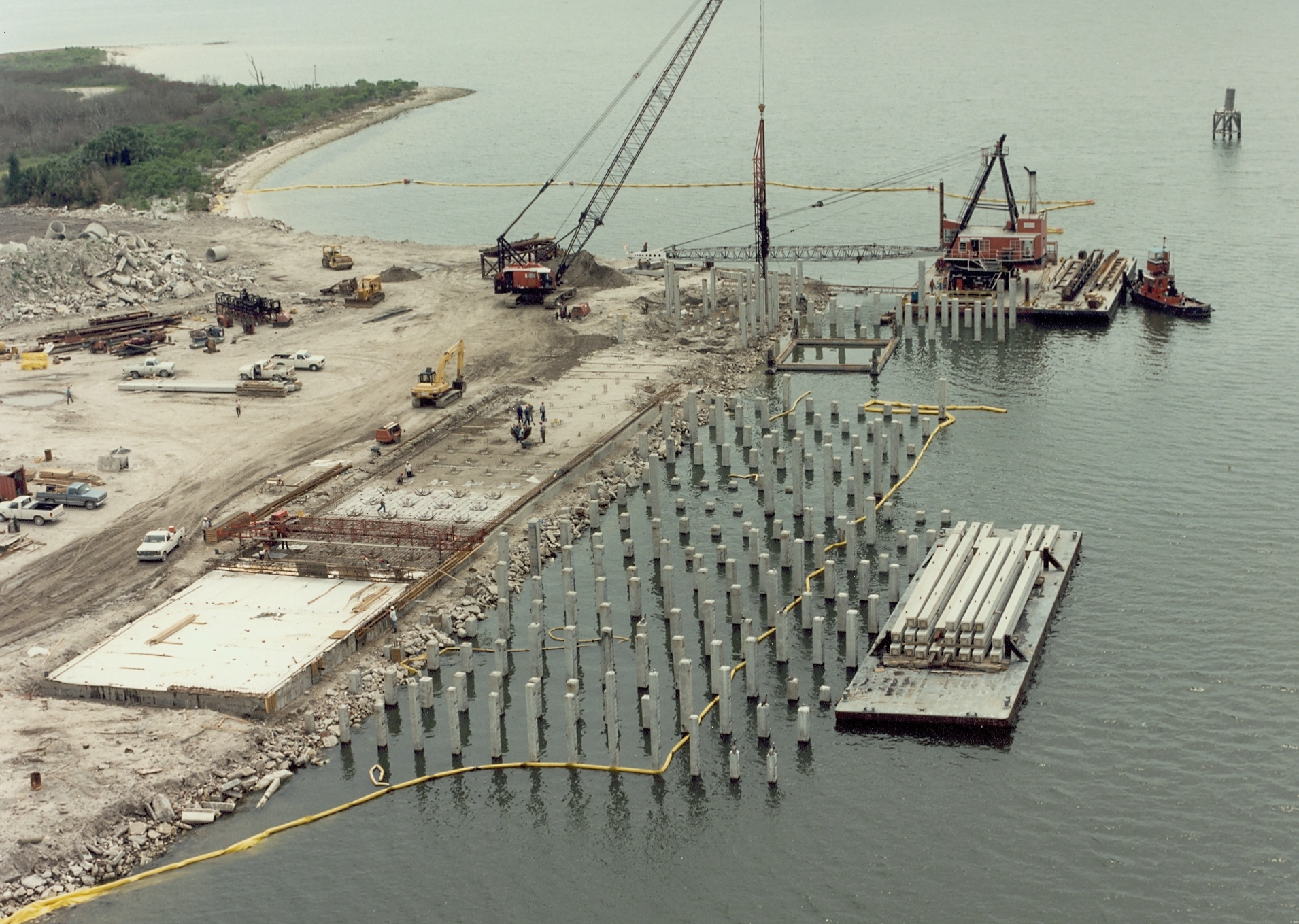
Палебійні роботи в порту міста Тампа, Флорида, США

Па́ля — у будівництві — дерев'яний, металевий, або залізобетонний стрижень, який заглиблюють у землю або виконують у землі для додання міцності та тримальної здатності фундаменту будівлі. Для дерев'яних паль використовують сорти дерева, які мають малу схильність до гниття: дуб, модрина.

## Застосування

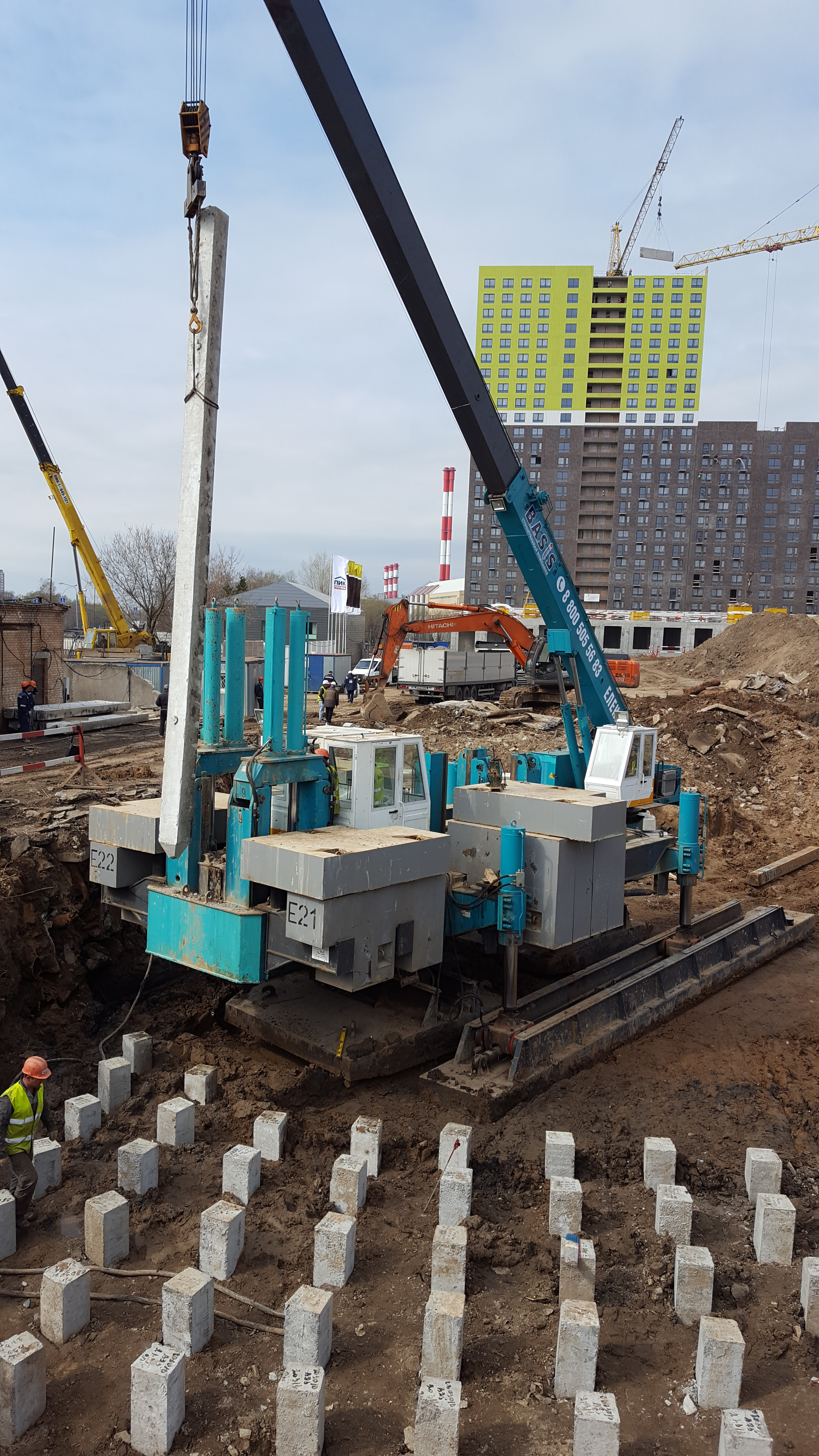
Палеве поле

Палі застосовуються для прорізання залеглих з поверхні слабких шарів ґрунту і передачі діючих навантажень на нижчі шари ґрунту, які мають більш високі механічні показники.
Палеві фундаменти глибокого закладання використовуються, якщо:
1. ґрунти основи з достатньою несучою здатністю розташовані значно нижче за відмітку поверхні;
2. будова дуже важка (хмарочос, міст) та збільшення розмірів фундаментів недоцільно з економічних, практичних та інших причин.

Палі можуть розташовуватися як по одній (односвайний фундамент), так і купно на відстані один від одного 3-8d (d - діаметр або сторона палі), працюючи спільно в кількості 2-16 штук, утворюючи «палевий кущ», при більшій кількості - «палеве поле». На відстані більше 7-8d взаємного впливу один на одного паль майже не виявляється і вони працюють самостійно як поодинокі палі. Мінімальна відстань від центру палі до краю фундаменту (Ростверк) – 0,15 + d/2 метрів.
Палі застосовуються спільно з окремими стовпчастими фундаментами, стрічковими фундаментами, з ростверками, якими можуть бути невеликі плити або перехресні стрічки, і з великими плитами (10×10 м і більше). Палі спільно з плитами утворюють так званий комбінований пальово-плитний фундамент (КППФ), який поєднує опір будь-яких типів паль та плити одночасно, застосовується для зменшення загальної та нерівномірної осідання будівель та споруд. Палі можуть розташовуватися зі змінним або постійним у плані кроком.

## Інтернет-ресурси
- Concrete Pile Calculator
- Deep Foundations Institute
- PDCA: Pile Driving Contractors' Association
- ADSC: The International Association of Foundation Drilling
- International Society for Micropiles
- Federation of Piling Specialists (UK)
- Procedure of Installing Drilled Shaft (Bored Pile)